# Protapanteles hirtariae
Protapanteles hirtariae är en stekelart som först beskrevs av Kotenko och Vladimir Ivanovich Tobias 1986.  Protapanteles hirtariae ingår i släktet Protapanteles och familjen bracksteklar. Inga underarter finns listade i Catalogue of Life.